# سرد خانة (باقران)
سرد خانة (بالإنجليزية: Sard Khaneh)‏ هي مستوطنة تقع في إيران في قسم باقران الريفي.